# ليزلي جاميسون
ليزلي جاميسون (بالإنجليزية: Leslie Jamison)‏ (1983، واشنطن العاصمة في الولايات المتحدة)؛ كاتِبة وروائية أمريكية.